# Iditol
El iditol es un polialcohol que forma parte de diversas reacciones metabólicas en los organismos vivos. Se presenta en isómeros como el L-iditol. Aparece, no obstante rara vez en la naturaleza, la rara excepción es en los zumos de cerezas junto con el sorbitol.